# 엘자 질베르슈테인
엘자 질베르슈타인(Elsa Zylberstein, 1968년 10월 16일 ~ )은 프랑스의 배우이다. 《당신을 오랫동안 사랑했어요》(2008)로 세자르 여우조연상을 받았다.

## 출연 작품

### 영화
- 반 고호 (1991)
- 미나 타넨바움 (1994, Mina Tannenbaum)
- 파리넬리 (1994)
- 대통령의 연인들 (1995)
- 정숙한 자세 (1997, Tenue correcte exigée)
- 로트렉 (1998, Lautrec)
- 잃어버린 시간을 찾아서: 되찾은 시간 (1999)
- 킬러 & 엔젤 (1999, Un ange)
- 꿈속의 사랑싸움 (2000, Combat d'amour en songe)
- 그 날 (2003, Ce jour-là)
- 모딜리아니 (2004)
- 손해 본 사람! (2004, Qui perd gagne !)
- 이사 소동 (2004, Demain on déménage)
- 스톤 카운실 (2006, Le Concile de pierre)
- 개의 밤 (2008, Nuit de chien)
- 누신겐 하우스 (2008, La Maison Nucingen)
- 당신을 오랫동안 사랑했어요 (2008)
- 나폴레옹 토레스 전투 (2012)
- 마담 보바리 (2014)
- 사랑이 이끄는 대로 (2015, Un plus une)
- 어 백 오브 마블스 (2017, Un sac de billes)
- 롤링 투 유 (2018, Tout le monde debout)
- 관종의 세계 (2018, Selfie)
- 벨 칸토 (2018)
- 누군가 어디에서 나를 기다리면 좋겠다 (2020, Je voudrais que quelqu'un m'attende quelque part)
- 빅버그 (2022)
- 클럽 제로 (2023)

### 텔레비전
- The Young Indiana Jones Chronicles (1993)

### 공연
- 피그말리온 (1993)
- 작가를 찾는 6인의 등장인물 (1997-98)